# Кардашенко, Александр Николаевич
Алекса́ндр Никола́евич Кардаше́нко (1880 — после 1919) — русский офицер, герой Первой мировой войны.

## Биография
Православный.
Образование получил в Курском землемерном училище. В 1902 году окончил Чугуевское пехотное юнкерское училище, откуда выпущен был подпоручиком в 123-й пехотный Козловский полк.
Чины: поручик (1904), штабс-капитан (1905), капитан (1910), подполковник (1915), полковник ГШ (1917).
Участвовал в русско-японской войне, был контужен, за боевые отличия награждён пятью орденами, чинами поручика и штабс-капитана. В 1910 году окончил Николаевскую военную академию по 1-му разряду и за отличные успехи в науках был произведен в капитаны. В июне—сентябре 1913 года был прикомандирован к Офицерской воздухоплавательной школе, которую окончил со званием летчика-наблюдателя.
26 ноября 1912 года назначен старшим адъютантом штаба 31-й пехотной дивизии, с которой вступил в Первую мировую войну. Был пожалован Георгиевским оружием
За то, что в боях 13, 14 и 17 августа 1914 г. неоднократно подвергал свою жизнь явной опасности, исполняя важные поручения по передаче указаний начальникам боевых участков, и своею доблестною и самоотверженною деятельностью содействовал успеху дивизии в этих боях.
и орденом Святого Георгия 4-й степени
За то, что, получив приказание произвести рекогносцировку р. Днестра на участке Костельники—Усечко, в течение 21—23-го апреля 1915 года, с целью отыскания переправ для форсирования реки — армейским корпусом, капитан Кардашенко, исправляя должность штаб-офицера для поручений при штабе этого корпуса и, работая с явной опасностью для жизни в сфере действительного ружейного огня в 300—400 шагах от окопов противника, ежеминутно рискуя своею жизнью, выбрал переправы у устья р. Потоки-Злоты, искусно отыскал и исследовал к ним пути, тропинки, непоказанные на карте, и ознакомил с ними руководителей переправы в техническом отношении. Вышеуказанными действиями капитан Кардашенко много содействовал увенчавшейся полным успехом переправе корпуса, разгромившего неприятеля.
16 августа 1915 года назначен и.д. начальника штаба 3-й стрелковой дивизии. С 27 июля 1917 года занимал должность начальника сухопутного отделения штаба начальника речных сил на Дунае.
Участвовал в Белом движении в составе Добровольческой армии и ВСЮР. 19 ноября 1918 года назначен начальником штаба 1-й пехотной дивизии. Затем был начальником штаба Черноморского военного губернатора. С 24 июля 1919 года командовал Черноморским стрелковым полком. Дальнейшая судьба неизвестна.

## Награды
- Орден Святого Станислава 3-й ст. с мечами и бантом (1905);
- Орден Святого Владимира 4-й ст. с мечами и бантом (1905);
- Орден Святой Анны 3-й ст. с мечами и бантом (1906);
- Орден Святого Станислава 2-й ст. с мечами (1906);
- Орден Святой Анны 2-й ст. с мечами (1906);
- Георгиевское оружие (ВП 09.03.1915);
- Орден Святого Георгия 4-й ст. (ВП 30.12.1915).